# Ali Șir Nevai
Nizām al-Din ʿAlī Shīr Herawī (în limba ciagatai: نظام الدین على شير هروی; în uzbecă Alisher Navoiy), cunoscut ca Ali-Shir Nava'i, Ali Șir Nevai sau Alișer Navoi, (n. 9 februarie 1441, Herat, Imperiul Timurid – d. 3 ianuarie 1501, Herat, Imperiul Timurid) a fost unul din marii poeți ai Turkistanului din secolul al XV-lea, întemeietor al literaturii de limbă ciagatai.

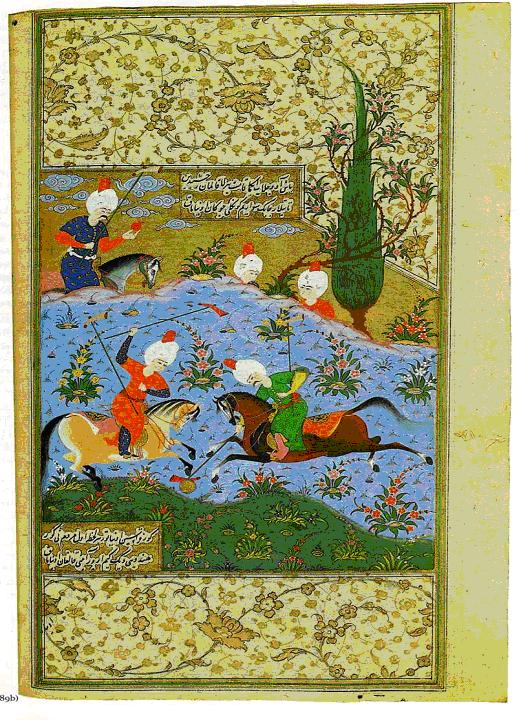
Pagină din Divanul fermecat aflată în biblioteca lui Soliman Magnificul

## Opera
- 1483/1485: Khamsa - capodopera sa, tratat în versuri cu caracter filozofic
- Divanul fermecat ("Diwani fani")
- Limba păsărilor ("Lizanet-tair")
- Favoritul inimilor ("Mahbub al-kulub")
- Disputa a două limbi ("Muhakamat al-lugatain")

### Traduceri în limba română
- Versuri alese, Editura Cartea Rusă, București, 1958, 351 p. - traducere, cuvânt înainte și note de Ioanichie Olteanu (conține poeme grupate în ciclurile „Tulburarea drepților”, „Farhad și Șirin”, „Valul lui Iskender”, „Gazeluri”, „Din cîntecele despre paharnic” și „Rubaiate”